# Wayang kulit

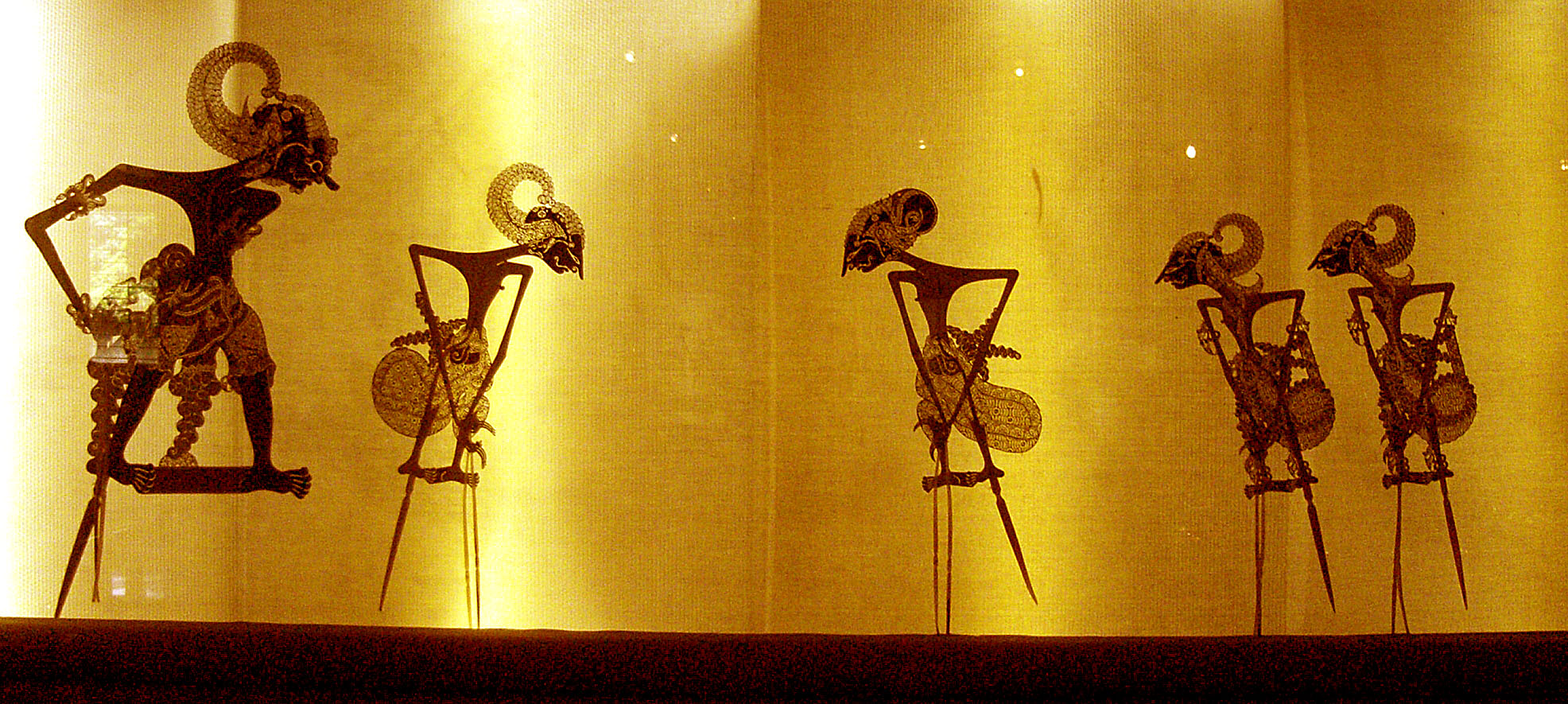
Escena d'una representació des del punt de vista dels espectadors

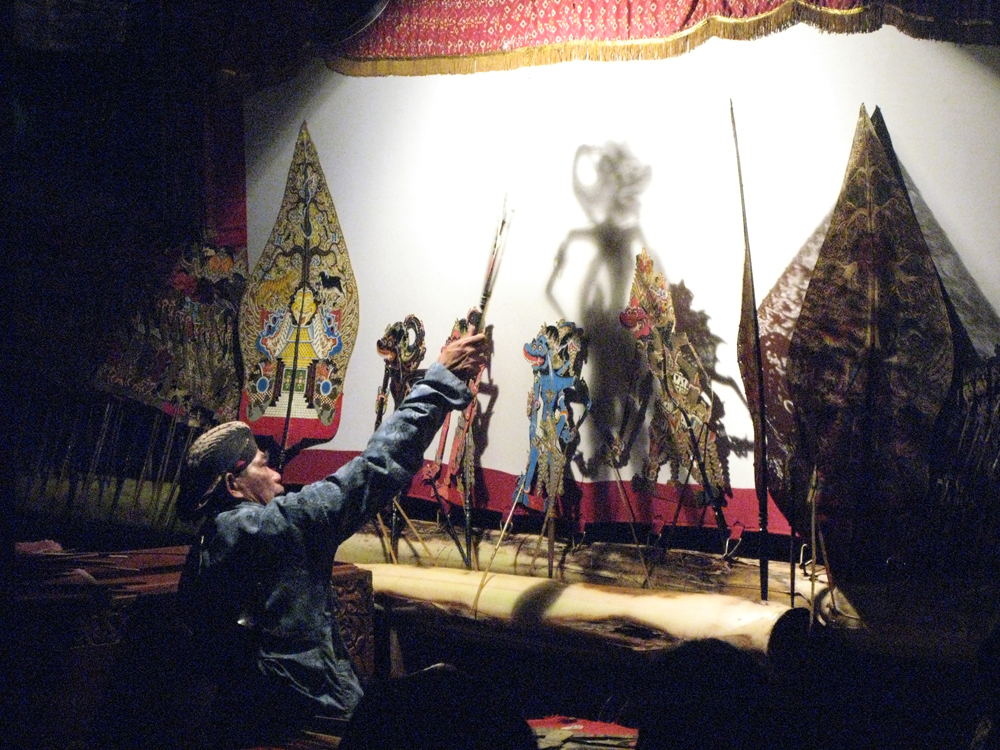
El dalang executant l'obra

El wayang kulit és un teatre d'ombres, que és un dels estils més coneguts del teatre de titelles tradicional de l'illa de Java, anomenat genèricament wayang i declarat Patrimoni Immaterial de la Humanitat per la UNESCO l'any 2003.
Els titella del wayang kulit són figures planes i articulades fetes de cuir i sostingudes amb canyes, que el titellaire (conegut com a dalang) mou davant d'un focus de llum que projecta les ombres sobre la cara posterior d'una pantalla blanca. El terme "wayang" significa "teatre" i "kulit" significa "cuir" en indonesi i malai.
El repertori tradicional es basa en les epopeies índies del Mahabharata i el Ramayana, la mitologia javanesa i antics contes perses, que introdueixen a l'espectacle una funció moral, pedagògica i màgica centrada en la lluita del bé contra el mal. A més, també s'hi incorporen de manera còmica temes d'actualitat i de crítica social i política, que es creu que han ajudat a mantenir la popularitat del gènere al llarg dels segles.
Les representacions es fan de nit, en ocasió d'alguna celebració (com un casament o un esdeveniment polític). Solen durar hores i hi apareixen molts personatges (de l'ordre d'una setantena). L'obra s'acompanya amb la música d'un gamelan (l'orquestra tradicional javanesa).

## Història

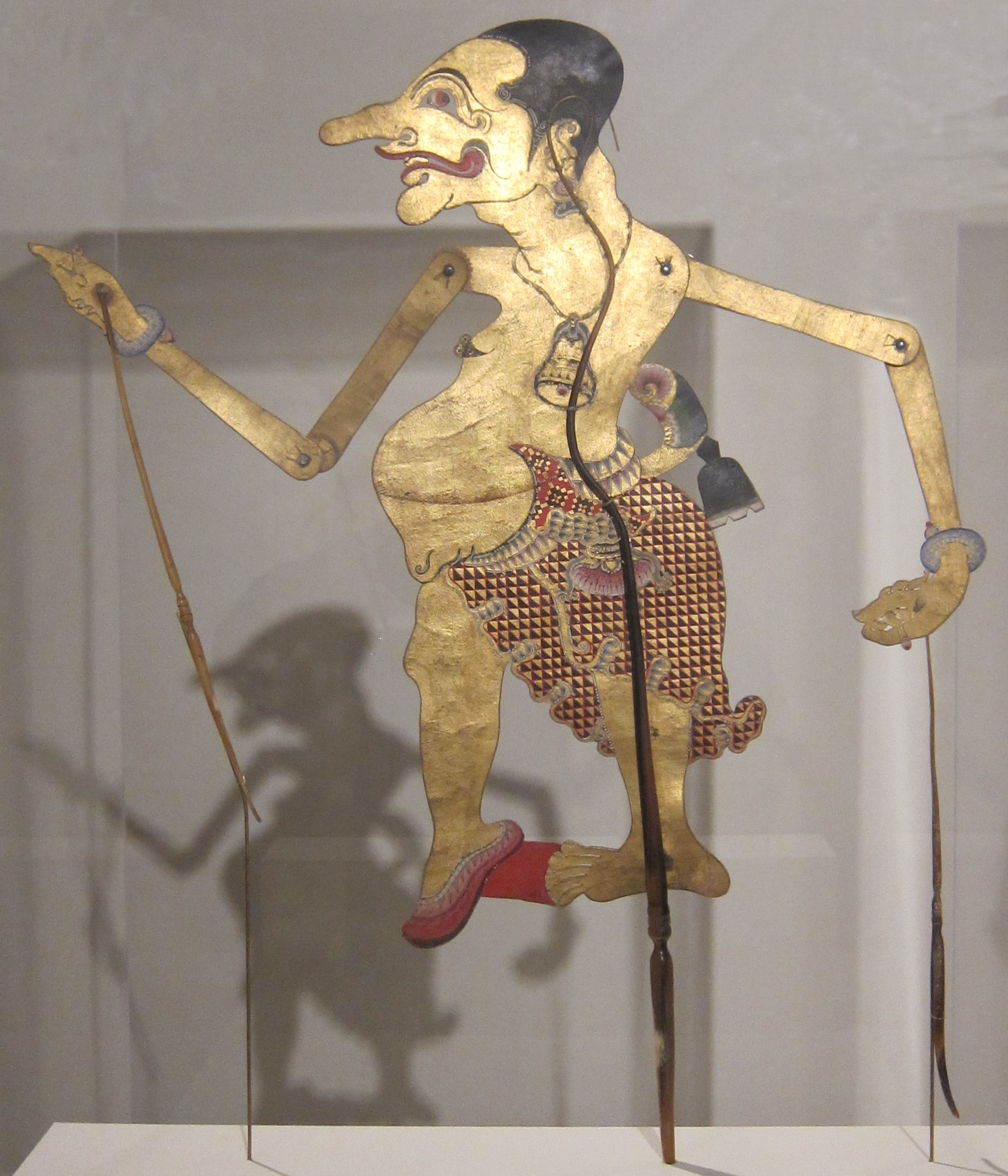
Titella

Wayang és un terme genèric que es refereix al teatre tradicional a Indonèsia. No existeixen evidències de què aquest teatre es practiqués abans de l'arribada de l'hinduisme al Sud-est asiàtic, al segle i. Tot i això, les seves arrels es troben en la rica tradició oral de contes de la regió. La primera representació que ha quedat registrada data de l'any 930, en una inscripció que diu "si Galigi mawayang" (Galigi va interpretar Wayang). Des de llavors s'han conservat diversos detalls històrics per mitjà de la tradició oral. En aquella primera ocasió, Galigi sembla que va ser un intinerant convidat a dur a terme una representació davant del rei i es narra que interpretà una història inclosa al Mahabharata, que tractava sobre l'heroi Bhim.
L'arribada de l'hinduisme va significar un procés de lenta adequació de la cultura nativa. D'aquesta manera, el sànscrit va esdevenir el llenguatge literari i cortesà de Java, i més tard de Bali. A més, també es van modificar els llibrets i els temes representats per tal de difondre la religió, prenent històries del Mahabharata i del Ramayana. Tot i això, es van continuar representant les històries tradicionals natives en alguns llocs aïllats o d'influència tradicionalista (la zona occident de Sumatra, algunes àrees de Java i moltes petites illes de l'arxipèlag). Malgrat aquest fet, la força de l'hinduisme va fer que les llegendes natives caiguessin a l'oblit en favor de les representacions hindús.
Pel que fa a l'art, en la pintura d'aquella època es troben representacions pictòriques de les figures dels titelles. D'altra banda, la difusió de l'islam a Indonèsia va fer que es prohibissin les representacions artístiques dels déus. Per aquest motiu, es creu que la transició de titelles figuratius, anomenats wayang golek, a meres siluetes per a generar ombres, els wayang purka, va ser una adaptació de l'art a les condicions imposades per la nova cultura.

## Representació

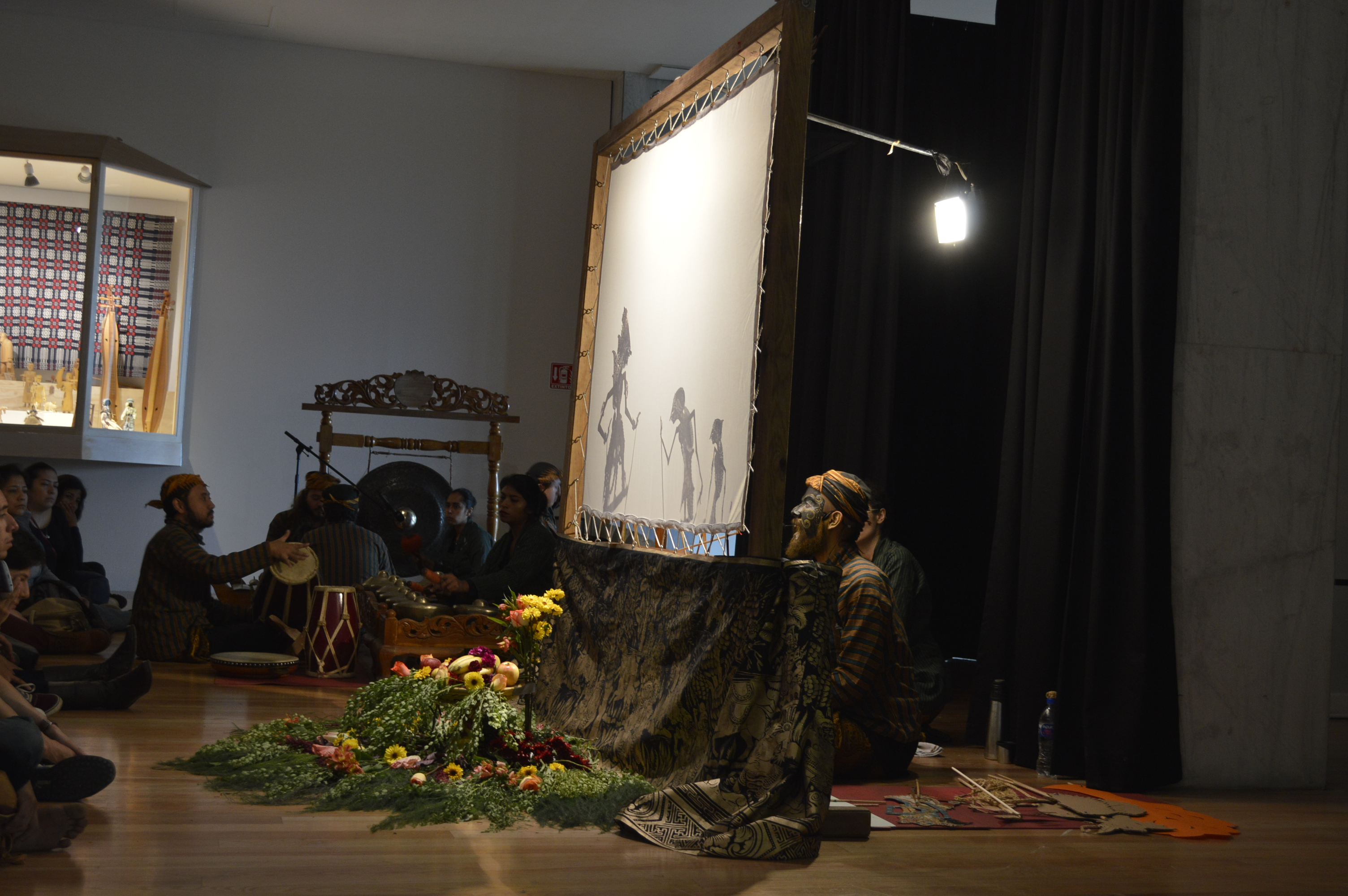
Representació de titelles

Els titelles tenen braços mòbils i acostumen a construir-se amb cuir. L'intèrpret, anomenat dalang, s'encarrega de moure'ls, posar-los veu i dirigir el grup musical. En la representació els titelles actuen entre una font lluminosa i una cortina o teló sobre el qual es projecten les ombres i que és el que veuen els espectadors.
El wayang és un ritual, no un espectacle en el sentit occidental, ja que existeix la creença de què els assistents a l'espectacle "estan lliures del mal", encara que es trobin tan lluny del dalang que no puguin ni escoltar la seva veu.
Les representacions solen durar moltes hores, normalment tota una nit. Per aquest motiu, el públic assistent no es veu obligat a romandre en silenci, sinó que actua com en una reunió social, incloent el consum de refrigeris. Tot i això, els moments en què apareix l'heroi de la història o es produeixen lluites entre els personatges atreuen l'atenció general dels espectadors. Les representacions transcorren tradicionalment no solament a la cort del rei o els palaus de la noblesa, sinó també al costat de temples, a cases de família, places i inclús a teatres.
Davant del dalang, paral·lel a la pantalla, hi ha dos troncs de plataner, un petit i un altre gran, on es fixen els titelles mentre no s'utilitzen. Els que representen als "herois" s'ubiquen a la dreta, i els "malvats" a l'esquerra. A prop del dalang es col·loca un encenser (padupan) que s'encén a l'inici de la funció, i un recipient (sajen) amb ofrenes als esperits que poden consistir en aliments o flors.
Pel que fa a la mida, els titelles danawa són els més grans, mentre que els putri són els més petits.